# تیگران ساهاکیان (کشتی‌گیر)
تیگران ساهاکیان (انگلیسی: Տիգրան Սահակյան؛ زادهٔ ۸ اوت ۱۹۸۵) کشتی‌گیر مرد اهل ارمنستان است که در جام جهانی کشتی ۲۰۱۰ و ۲۰۱۱ و مسابقات قهرمانی کشتی اروپا ۲۰۰۸ در ترکیب تیم ملی کشتی ارمنستان به رقابت پرداخت.